# La Granja (Mallorca)
Koordinaten: 39° 40′ 7,6″ N, 2° 33′ 32,5″ O

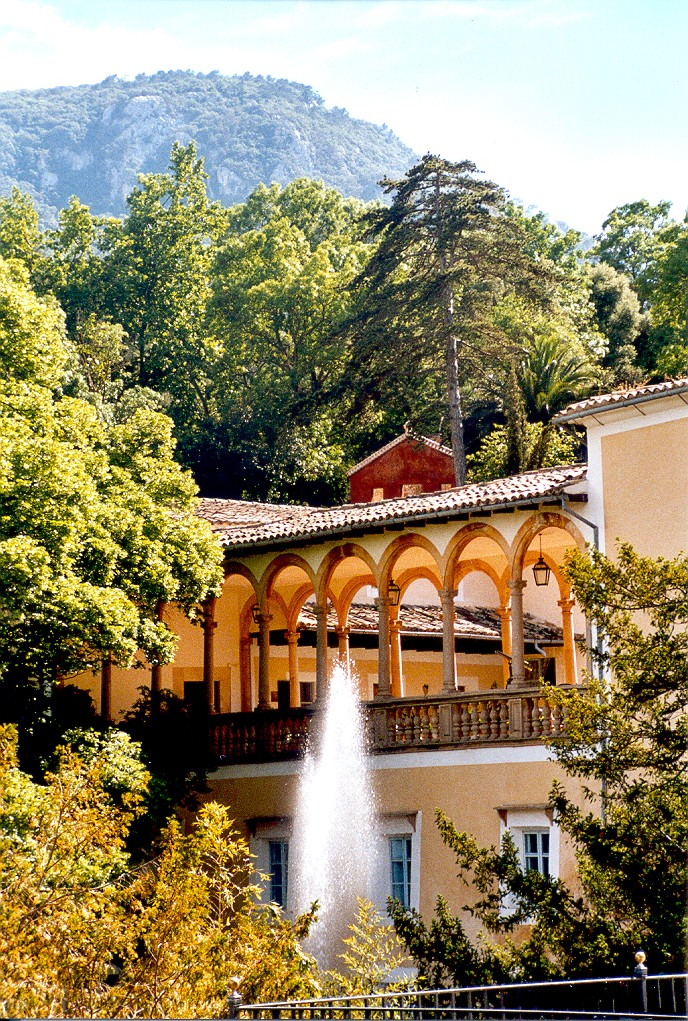
La Granja

Das etwa 3000 m² große Landgut La Granja befindet sich im westlichen Teil von Mallorca nahe der Ortschaft Esporles.
Ihre Entstehung verdankt es einem Weiler namens Alpich. Dieser Weiler sowie die dazugehörige Felsenquelle ermöglichte bereits vor Jahrhunderten den Betrieb von Mühlen und somit die Ansiedlung kleiner Höfe.
Im Jahr 1229 ließ sich der Graf Nuno Sans hier nieder. Im Jahr 1239 schenkte der Graf den Ort La Granja an den Zisterzienserorden, welcher hier das erste Zisterzienserkloster der Insel aufbaute. Der Orden bewirtschaftete das Gut über 200 Jahre lang, bevor er nach Palma abwanderte.
Heute ist La Granja in Privatbesitz. Das Gut wurde zum Freilichtmuseum ausgebaut und bot bis 2022 Einblick in das frühere Ordensleben, aber auch in den Lebensstil der Gutsherren des 19. und frühen 20. Jahrhunderts. Bemerkenswert war eine Sammlung von Folterinstrumenten im Verlies. Zweimal wöchentlich wurden alte Handwerke und Volkstänze für Touristen vorgeführt. Auf dem Gut wurden bis zur Schließung des Museums noch Weine und Sherry hergestellt.
Das Gut wurde im September 2022 verkauft und ist seitdem nicht mehr zu besichtigen.

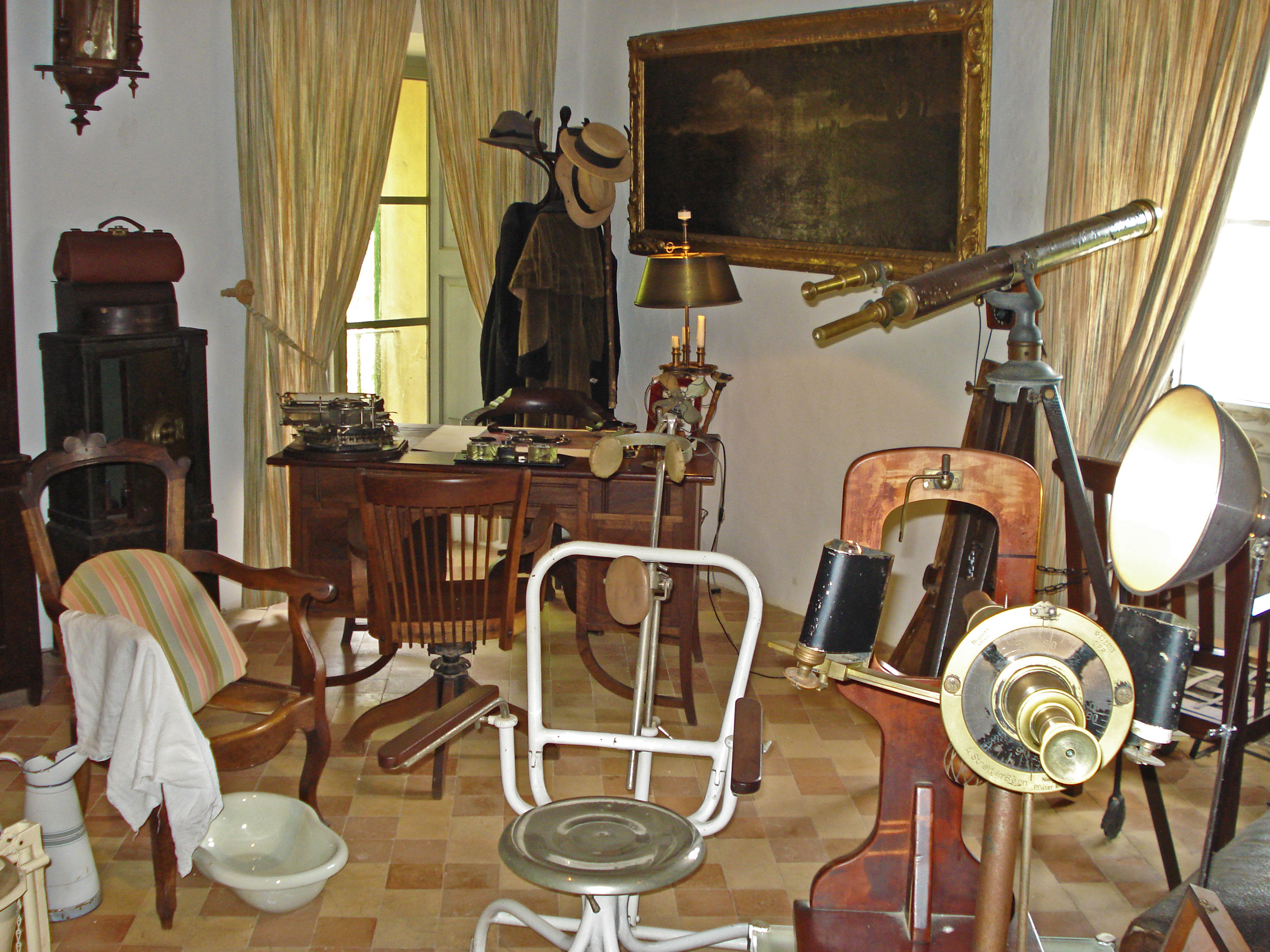
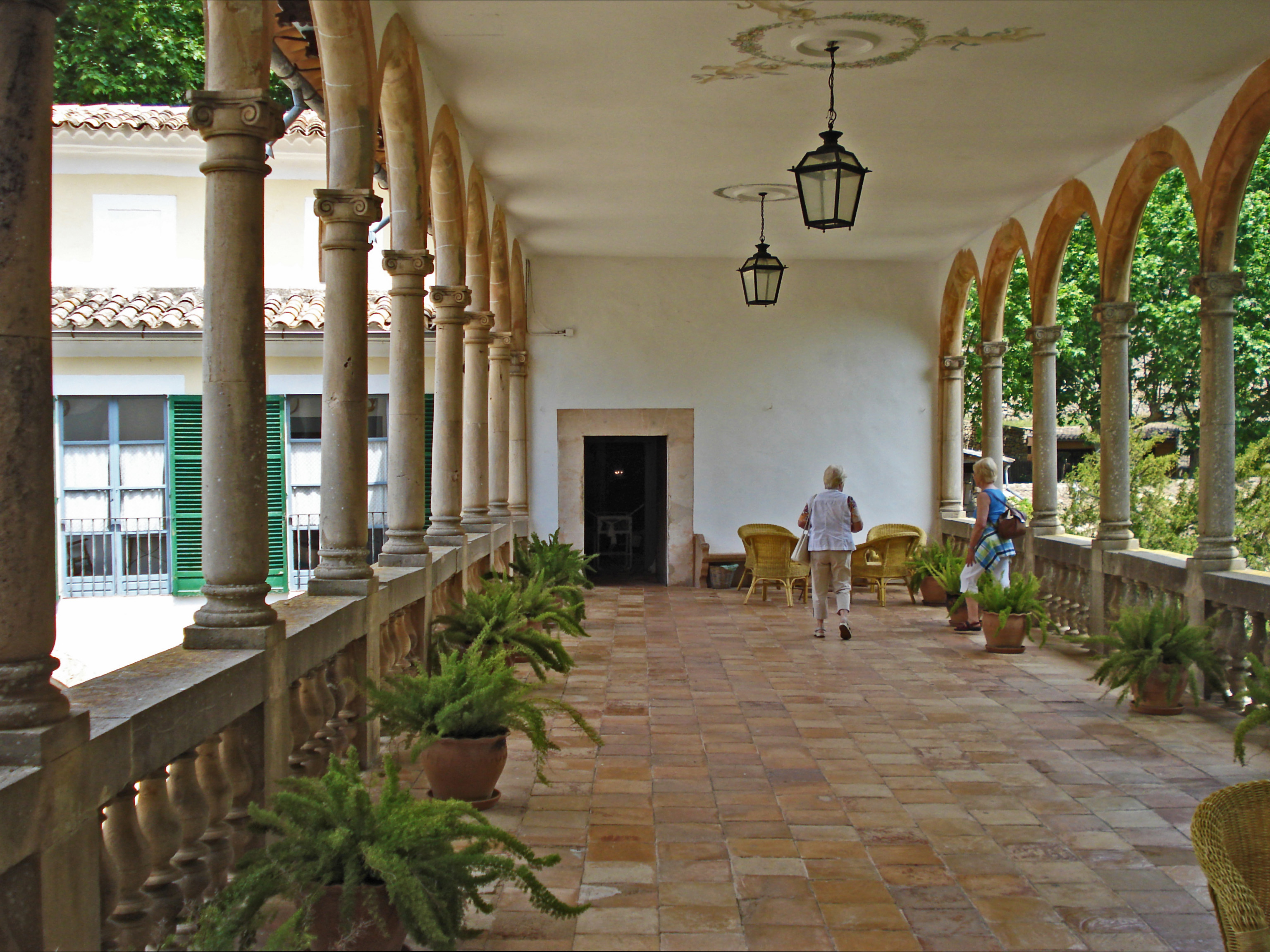
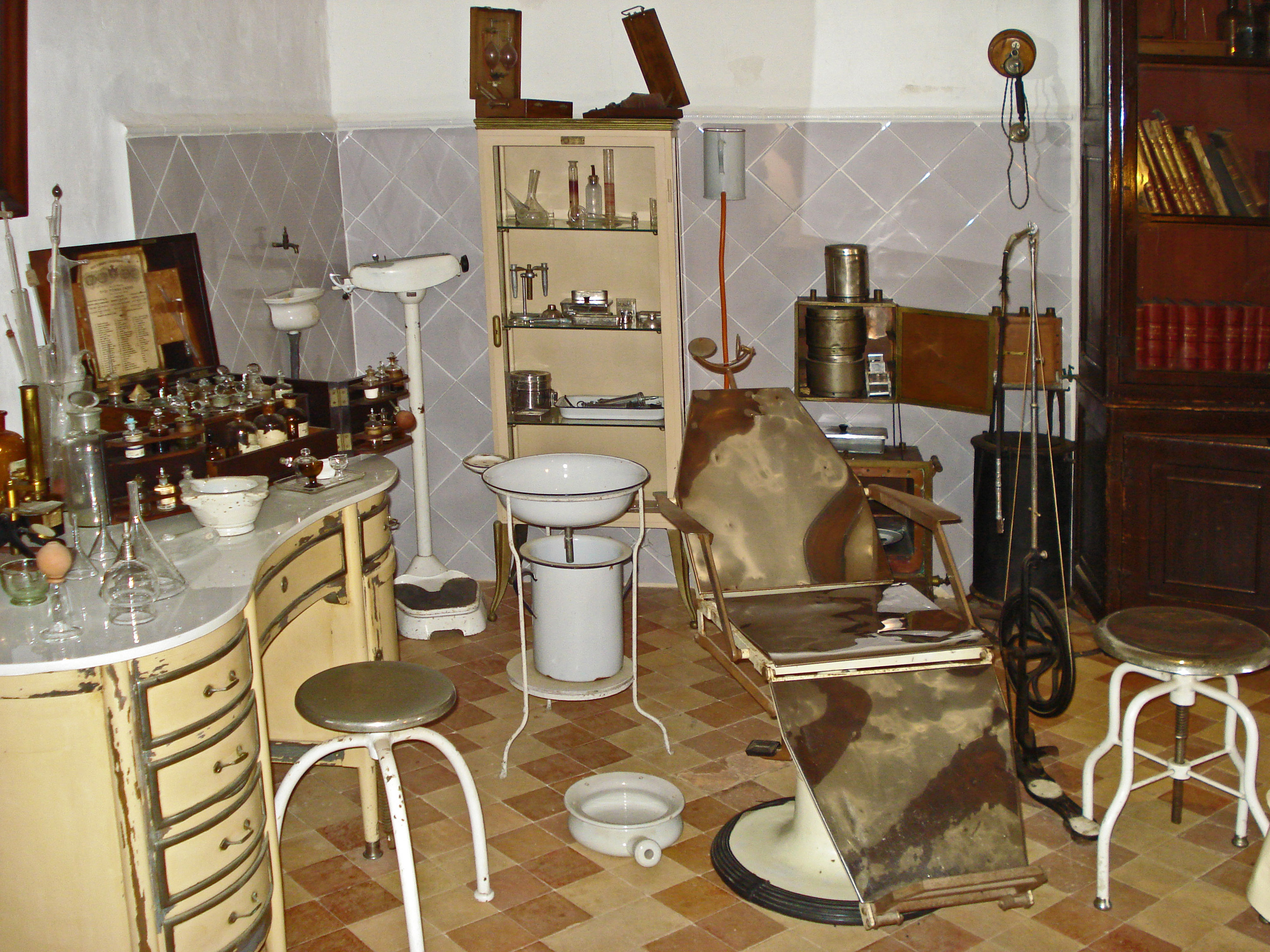
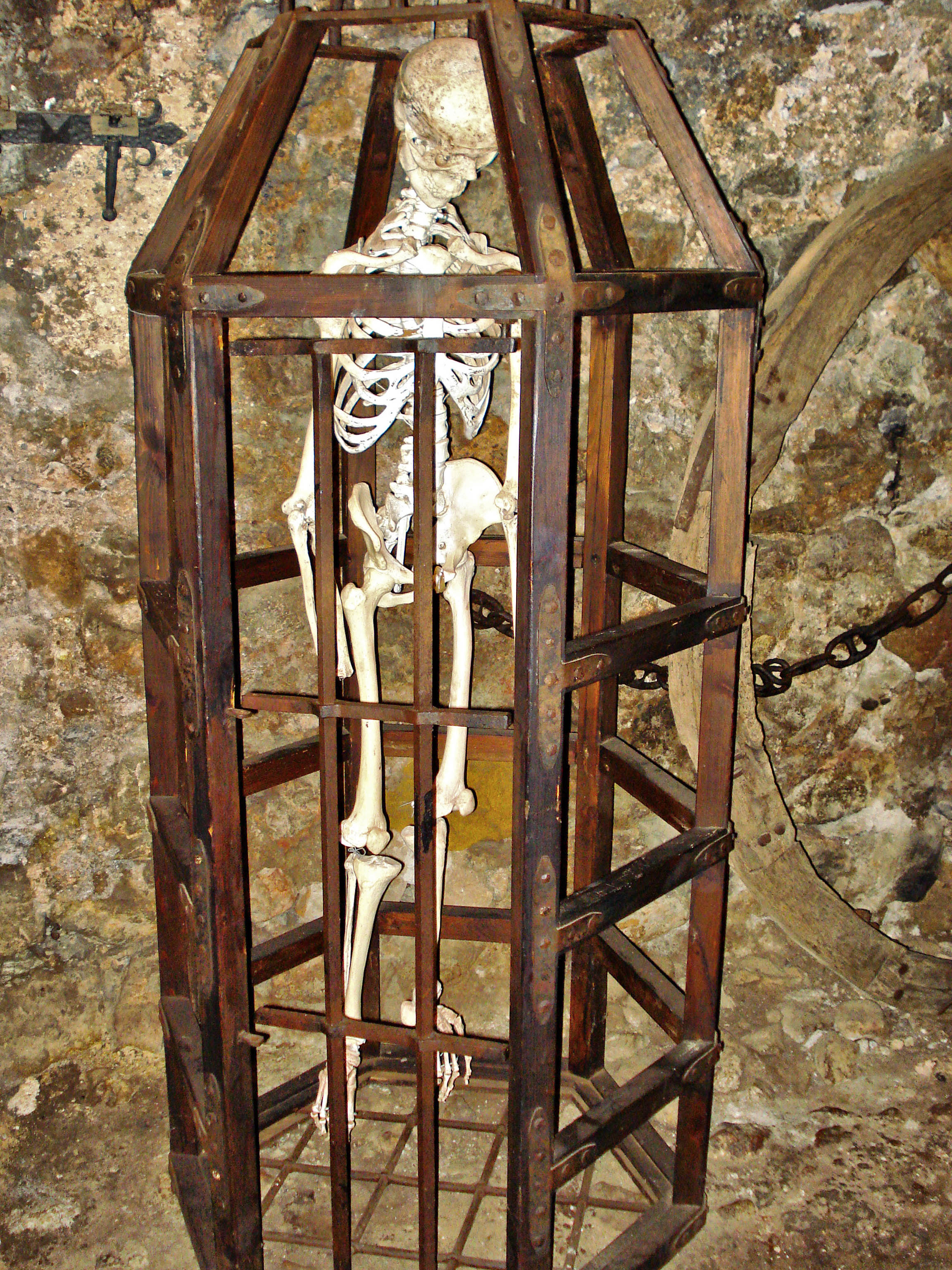
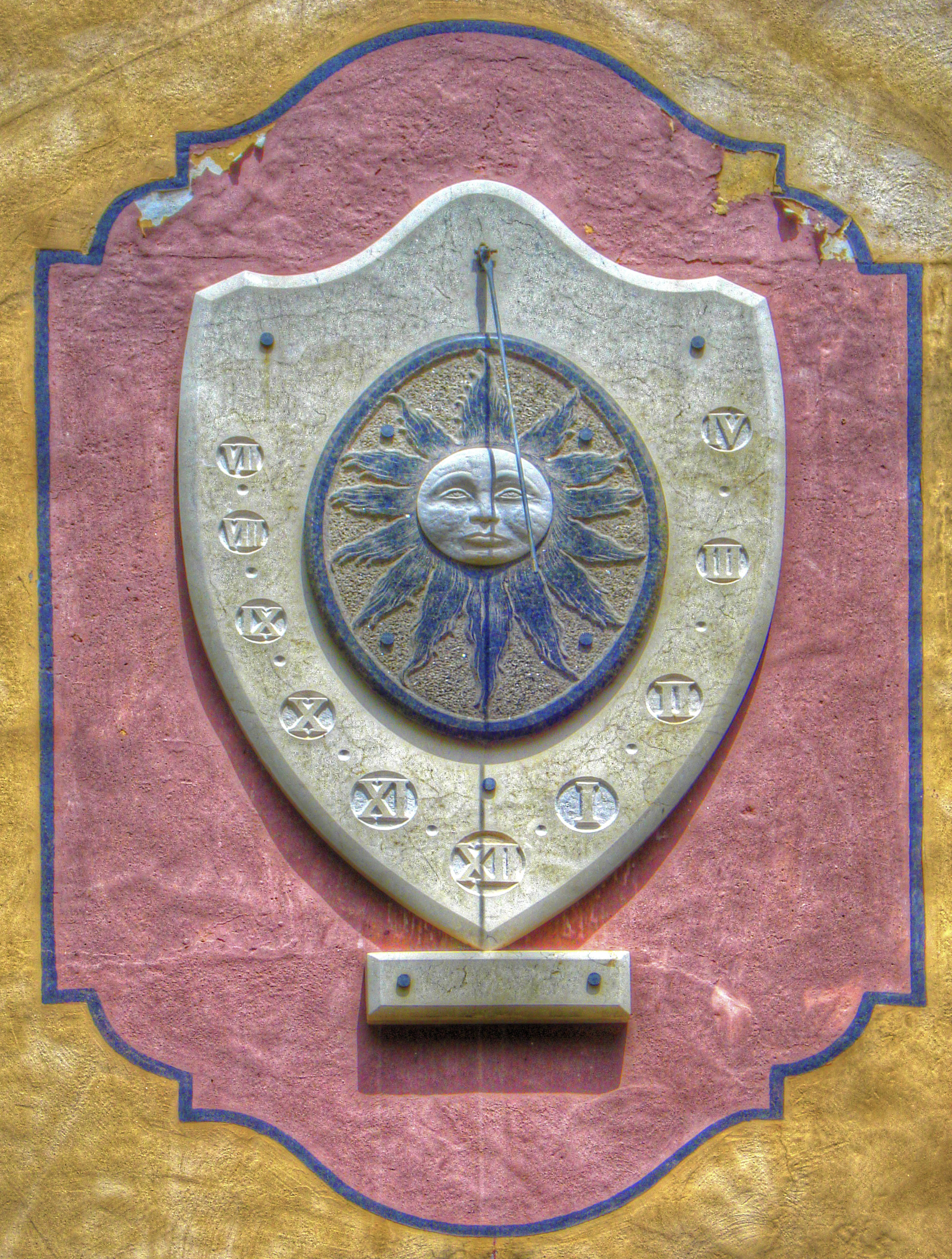
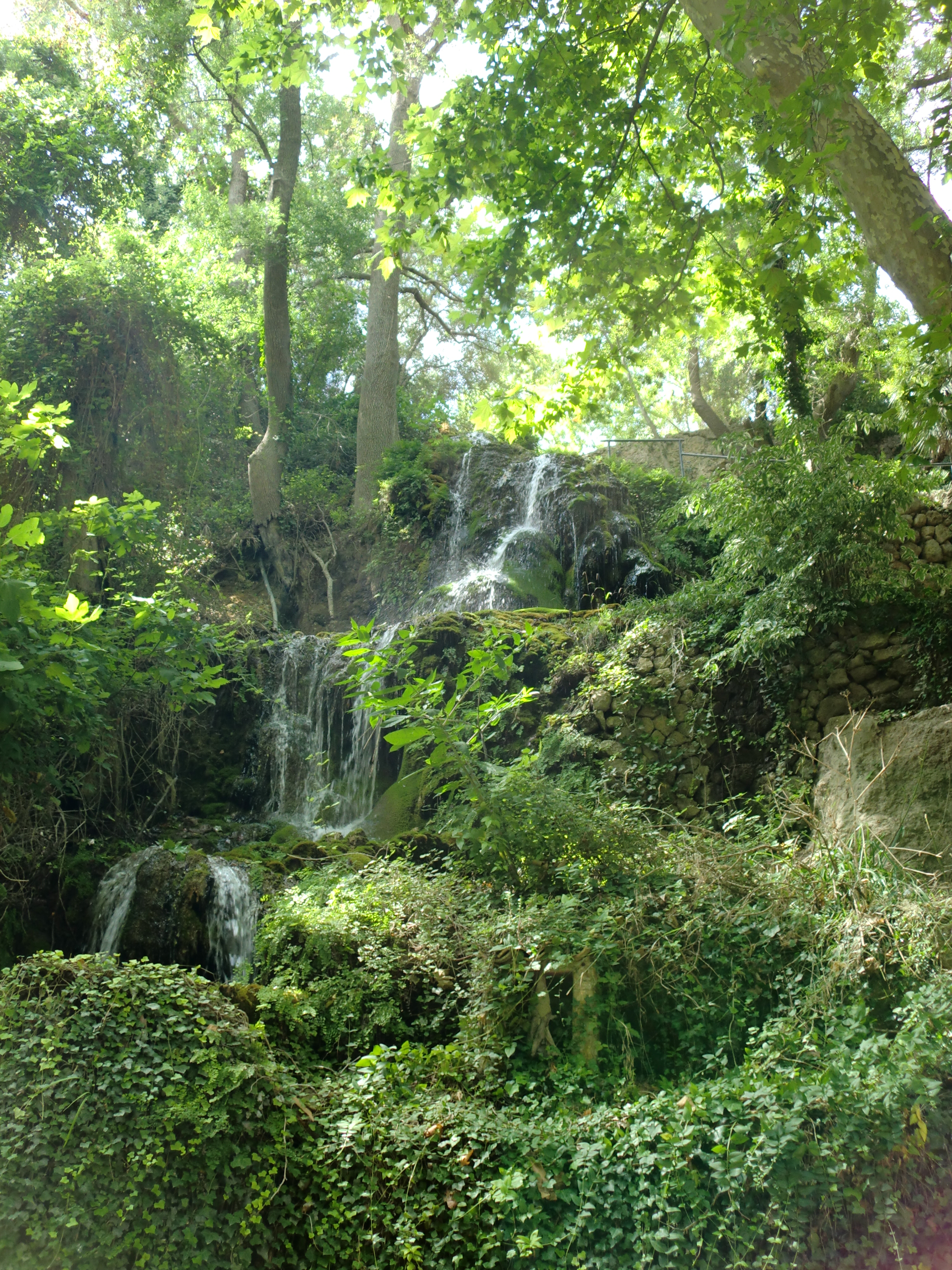
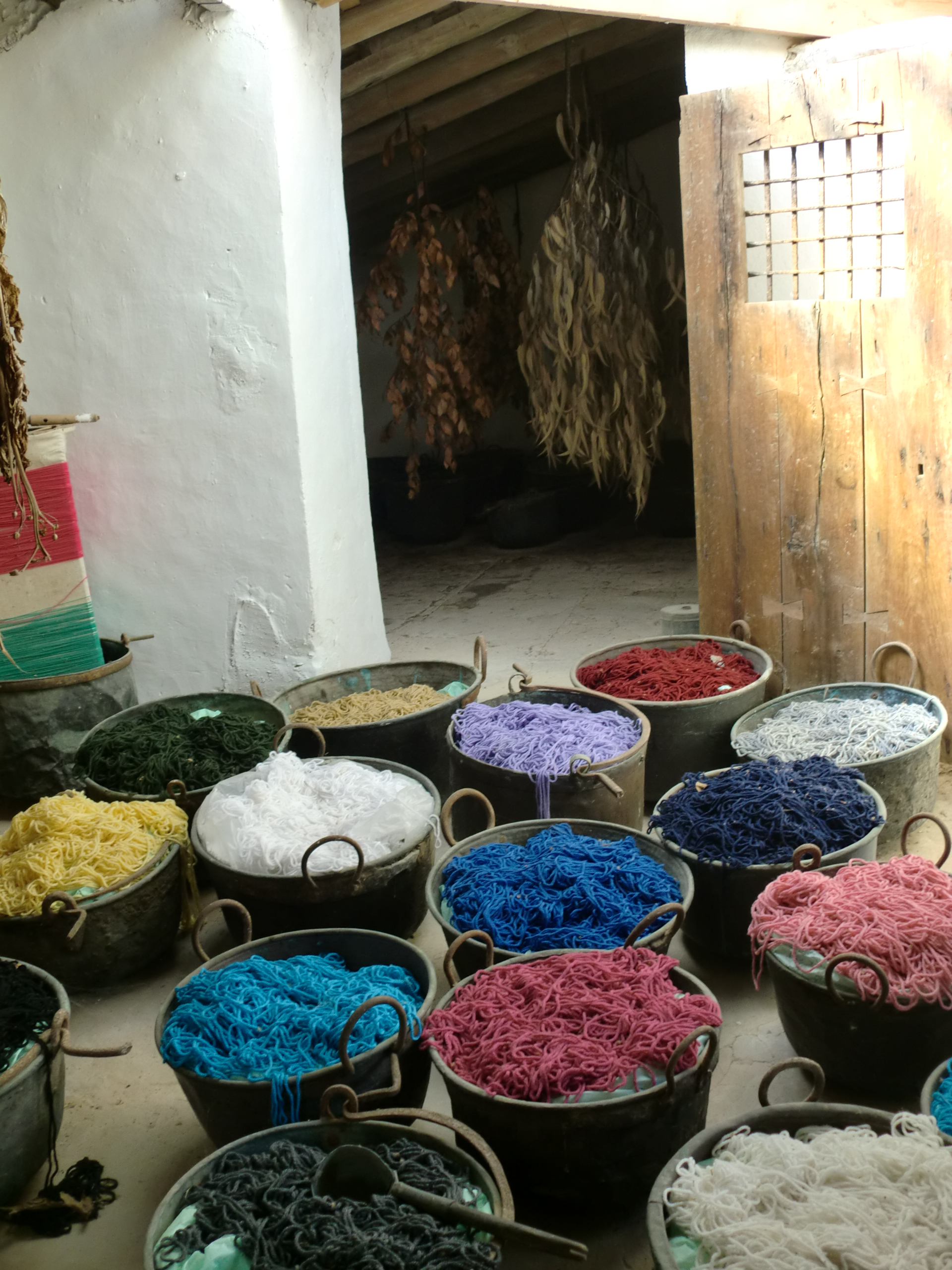